# Tažné zvíře

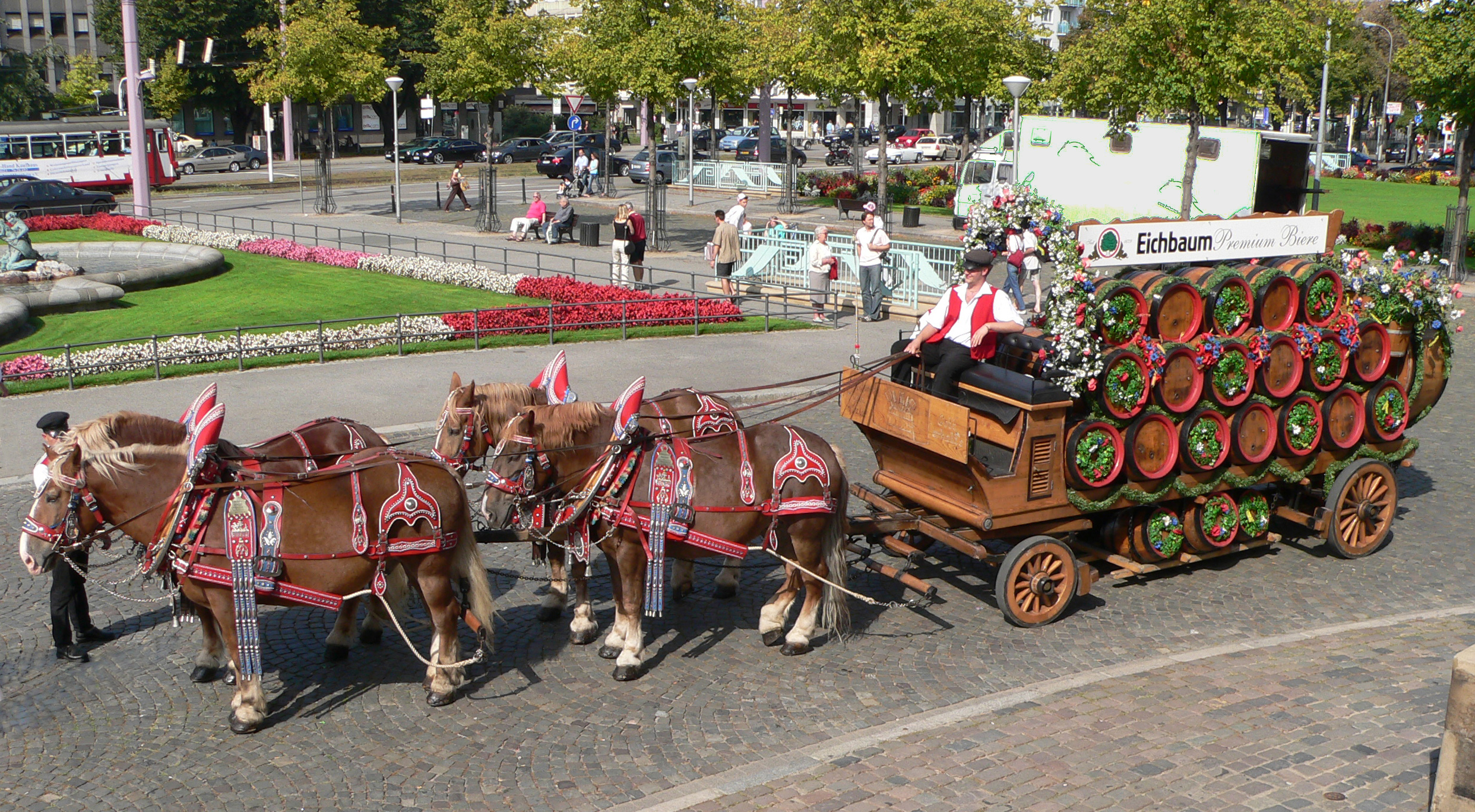
Rozvoz piva mannheimského pivovaru

Tažné zvíře je zvíře, jehož síla je využita k pohonu dopravních prostředků nebo jiných strojů. Jako tažné zvíře se nejčastěji používá kůň, poník, osel a jejich kříženci mezek a mula, méně často tur (obvykle vůl), případně pes. V suchých oblastech Afriky a Blízkého východu se ke stejnému účelu někdy používá velbloud, v Jižní Americe jeho příbuzná lama. V severských oblastech se jako tažné zvíře běžně používá sob a někdy i ochočený los. V minulosti se používali i kozli a berani.

## V dopravě
Nejméně od raného starověku známým a dosud užívaným způsobem dopravy je jízda na zvířeti a doprava osob a věcí přímo na jeho hřbetě. Potahová vozidla, kolová i saně, se používala k dopravě už od starověku a dodnes mají v mnoha oblastech světa klíčový význam.
Dostavníky, formanské vozy, fiakry, koněspřežné dráhy a koňmi tažené omnibusy tvořily v některých obdobích 18. a 19. století základ dopravních systémů a zůstaly důležitou součástí dopravy i v době, kdy se prosadily parní stroje a železnice.

## V zemědělství a lesnictví
Tažná síla zvířat byla, a v méně rozvinutých zemích je i dnes, kromě dopravy také využívána v zemědělství zejména k orbě. I ve 21. století je kůň nenahraditelný při těžbě dřeva v těžko přístupném terénu, zejména v horských oblastech.

## Ostatní využití
Místy byla síla zvířat využívána i k pohonu strojů nebo zařízení (ovšem častěji byla před objevem parního stroje a motorů využívána síla vodních toků nebo větru[zdroj?]).

## Výkon
V menším objemu může sval produkovat špičkový výkon 100 až 200 wattů na kilogram své hmotnosti, což by u koně o hmotnosti 600 kg odpovídalo výkonu 18 kW. Změřené výkony u zvířat a lidí jsou však výrazně nižší. Nejvyšší výkon koně odhadnutý na základě soutěžních výkonů byl 12 až 15 koňských sil (asi 9 až 11 kW). Průměrný výkon v dlouhodobém pracovním zatížení se však pohybuje spíše kolem 1 W na kilogram tělesné hmotnosti; při zápřahu většího počtu koní se navíc jejich výkon nesčítá, například pět společně zapřažených koní podává výkon asi 3,5násobku jednoho koně.